# 尻八館
尻八館（しりはちだて）は、青森県青森市にあった日本の城（山城）。
別名: 尻八城・尻八楯・霊光城・志利幌チャシ。

## 概略
本拠である十三湊を追われた安東氏がアイヌの砦である志利幌チャシを改修して築いた城とされている。
鎌倉〜室町時代まで約205年間続いた。
永享 7年（1435年）、南部義政に攻められ陥落。
城郭の調査から、二の丸は大規模な改修工事がされていること、そしてその手法は南部氏の城郭と酷似しているとされ、安東氏が蝦夷地に駆逐された以降も南部氏に使用されたものと思われる。

## 構造
陸奥湾に面し、後潟川と六枚橋川に囲まれた標高189.5mの摺鉢山に築かれている。
山頂からやや北東側の標高182mのところに本丸（東西80m×南北120m）、さらに北東側の地点に二の丸（東西150m×南北120m）がある。

## その他
曾我貞光申状にて、安東道貞が守る尻八館を曾我貞光が攻めたという記録があり、十三湊を拠点にした安東一族の城のひとつであったと推定される。
本州最北端にある本格的な山城とも言われるが、ここが尻八館であるか疑問も残されており、「伝尻八館」と記されることもある。